# Refshaleborg
Refshaleborg eller Revshaleborg er et middelalderligt voldsted formentlig opført omkring 1100, den sidste fase er opført i 1250'erne. Det ligger på øen Borgø i Maribo Søndersø i Maribo amt og i Engestofte Sogn på Lolland
Voldstedet består af en borgbanke, der måler 90 meter i diameter. Borgvolden fremstår cirkulær, mens ringmuren har været oktagonal. Borgen ligger på den yderste vestspids af øen og er beskyttet af vand på tre sider. På den fjerde side er borgen beskyttet af fire volde og grave.

## Historie
Refshaleborg er kendt fra Valdemars Jordebog, hvor den nævnes som krongods i 1220-1240. Ligeledes kendes Refshaleborg fra Lundeårbogen,  der under året 1256 beretter: "Hoc anno obsessum fuit castrum Ræfshalaburgh et destructum" – Dette år blev borgen Refshaleborg besat og ødelagt. 
Angrebet og ødelæggelsen af Refshaleborg nævnes ofte som foretaget af "kådkarle, der var galne med køller". Citatet skal stamme fra Rydårbogen. Rydårbogen nævner et bondeoprør, men det er et lokalt oprør i Jylland og har intet med angrebet på Refshaleborg at gøre. 
Refshaleborg er formentlig angrebet af soldater, hvilket arkæologiske fund af armbrøstbolte tyder på.
På landsiden er ved arkæologiske undersøgelser fundet en kirke, en kirkegård, en landsby samt en teglovn, der alle kan dateres til at være nogenlunde samtidige med borgen. De har spillet en væsentlig rolle i samspillet med borgen og i opretholdelsen af livet der. Adgangen til borgen sker via landsbyen og en bro, der er dendrokronologisk dateret til 1195-1200. Det antages at angrebet i 1256 er sket ad denne vej, idet et stort antal armbrøstbolte er fundet ved broen.
Materialerne fra borgen er blevet brugt til opførelse af boliger og andre bygninger i området. I dag fremstår voldstedet udelukkende som en række jordvolde med fragmenter af munkesten. Der er adgang til øen i sommerhalvåret fra Maribo med turbåden Anemonen .

## Arkæologiske udgravninger
I Refshaleområdet er der gennem en længere årrække foretaget arkæologiske udgravninger. 
I 1969 foretog Niels-Knud Liebgott den første undersøgelse af kirkegården for Nationalmuseet. Han undersøgte ca. 30 grave og lokaliserede også et stenfundament, han tolkede som fundamentet til en kirkebygning. 
1970-72 foretog Keld Snedker fra Lolland-Falsters Stiftsmuseum (nu Museum Lolland-Falster) flere undersøgelser af kirkegården. Han undersøgte 68 grave og et korsformede fundament. Snedker tolkede dette som en middelalderlig stubmølle, men der er snarere en klokkestabel, der hører til kirken, som Liebgott lokaliserede i 1969. 
Herefter blev der først foretaget undersøgelser i området i 1989, hvor (Projekt Refshale) opstod. Projektgruppen består af forskere fra Nationalmuseet, arkæologer fra Lolland-Falster Stiftsmuseum og forskere fra Odense Universitet samt Århus Universitet.
Projektets formål var at undersøge borgens tilhørsforhold til de andre samtidige anlæg i området. I 1980'erne var interessen i de arkæologiske kredse begyndt at dreje sig om bebyggelsestruktur og kulturlandskabet, og Refshaleområdet var perfekt til formålet. 
I 1990-1993 undersøgte gruppen kirkegården, dele af landsbyen, en teglovn og dele af broen, der førte over til Borgø. 
Kirkegårdens funktionsperiode kunne dateres bredt til 1100-1300. Der er en ligelig fordeling af begravede mænd og kvinder. Skeletter med trauma er få, og generelt skiller kirkegården sig ikke ud fra det generelle billede af middelalderlige kirkegårde. 
Landsbyen blev kun berørt, for den middelalderlige landsby ligger under Refshale landsby. Der fremkom spor efter håndværkeraktivitet. Blandt andet blev der fundet en klokkestøbergrube.
Teglovnen blev undersøgt i 1991. Først troede mange, at der var tale om borgens ladegård.[kilde mangler]
I ovnen lå en portion ikke færdigbrændte munkesten. De dateres til 1190'erne og menes at være samtidige med borgen. 
I 1992 undersøgtes det pæleværk, der i varme somre var synligt i søen. 
Denne undersøgelse afdækkede 33 armbrøstbolte, en økse med bevaret træskaft, hestesko samt en mønt fra Christoffer I's regeringstid (1252-1259). Mønten er fra borgens sidste funktionsperiode og muligvis fra angrebet i 1256.
I 2004-2007 fortsatte Projekt Refshale. Nu med arkæologiske undersøgelser på selve borgen. Projektet fokuserede på at lokalisere ringmuren og dens forløb. 
Murene blev lokaliseret, og de arkæologiske resultater vidner om, at borgen efter angrebet blev plyndret for sten. Samtidig stod det klart, at ringmuren var under opbygning i 1256. Flere steder var muren end ikke påbegyndt 
Det kunne antyde, at kongemagten i 1256 var ved at udbygge forsvaret på Borgø og Syddanmark. 
I 2004-2007 blev ca. 18 m regulær ringmur undersøgt.
Under undersøgelserne stod det klart, at ruinen er meget udsat for vind og vejr, da stenene ligger lige under mulden.
Kong Christoffer havde god grund til at udbygge borgens forsvar, da han ikke var vellidt blandt de gejstlige og adelen. Blandt andet havde han Hvideslægten mod sig i kampen om tronen. Soldater har formået at angribe denne enorme kongelige borg og ødelægge kongemagtens position på øen. 
De arkæologiske undersøgelser giver indblik i et lille samfund i samfundet. Landsbyen og kirken er koncentreret om borgen på øen. De indgår i et samspil og har været afhængige af hinanden. Borgen har været afhængig af landsbyen og de landbrugsmæssige ressourcer og landsbyen af borgens beskyttelse og den sikkerhed, en borg gav.

## Galleri
- Stenene er brændt omkring år 1200.
- Udsigt mod nord fra stien langs borgbanken.
- Rester fra murene på Refshaleborg.
- Munkestenen på øen kan stadig findes. Oftest som ganske små fragmenter.
- Skiltet er opstillet på Borgø og giver information om Refshaleborg.